# ズビグニェフ・ラウ
ズビグニェフ・ラウ (ポーランド語: Zbigniew Włodzimierz Rau、1955年2月3日 - ) は、ポーランドの政治家。2020年8月26日より2023年11月27日まで同国外務大臣を務めた。法と正義所属。

## 経歴
1955年2月3日、ポーランド中部の都市ウッチに生まれた。
1977年にウッチ大学の法学・行政学部を卒業後、法学博士号を取得した。
以後、ゲッティンゲンのマックス・プランク協会、ケンブリッジのトリニティ・カレッジ、テキサス大学オースティン校、スタンフォード大学、オーストラリア国立大学ほか多数の高等教育機関で教鞭をとった。
1992年、『統治二論』ポーランド語版の翻訳と解説を担当した。
1995年、ウッチ大学の研究員となり、翌1996年に「契約主義対全体主義：『統治二論』の再解釈」と題する論文を発表し、大学教授資格を取得。
1997年、ウッチ大学政治法学研究科長に就任。
1998年からは、トマシュフ・マゾヴィエツキにあるウッチ大学分校の学長全権を務めた。
2001年からウッチのサレジオ経済経営大学で法と倫理の哲学科の学科長を務めた。
2005年、法学部の教授となり、ウッチ大学政治法律学部長となった。
2007年、アレクシス・ド・トクヴィル政治・法思想センター長に就任。

### 政治家として

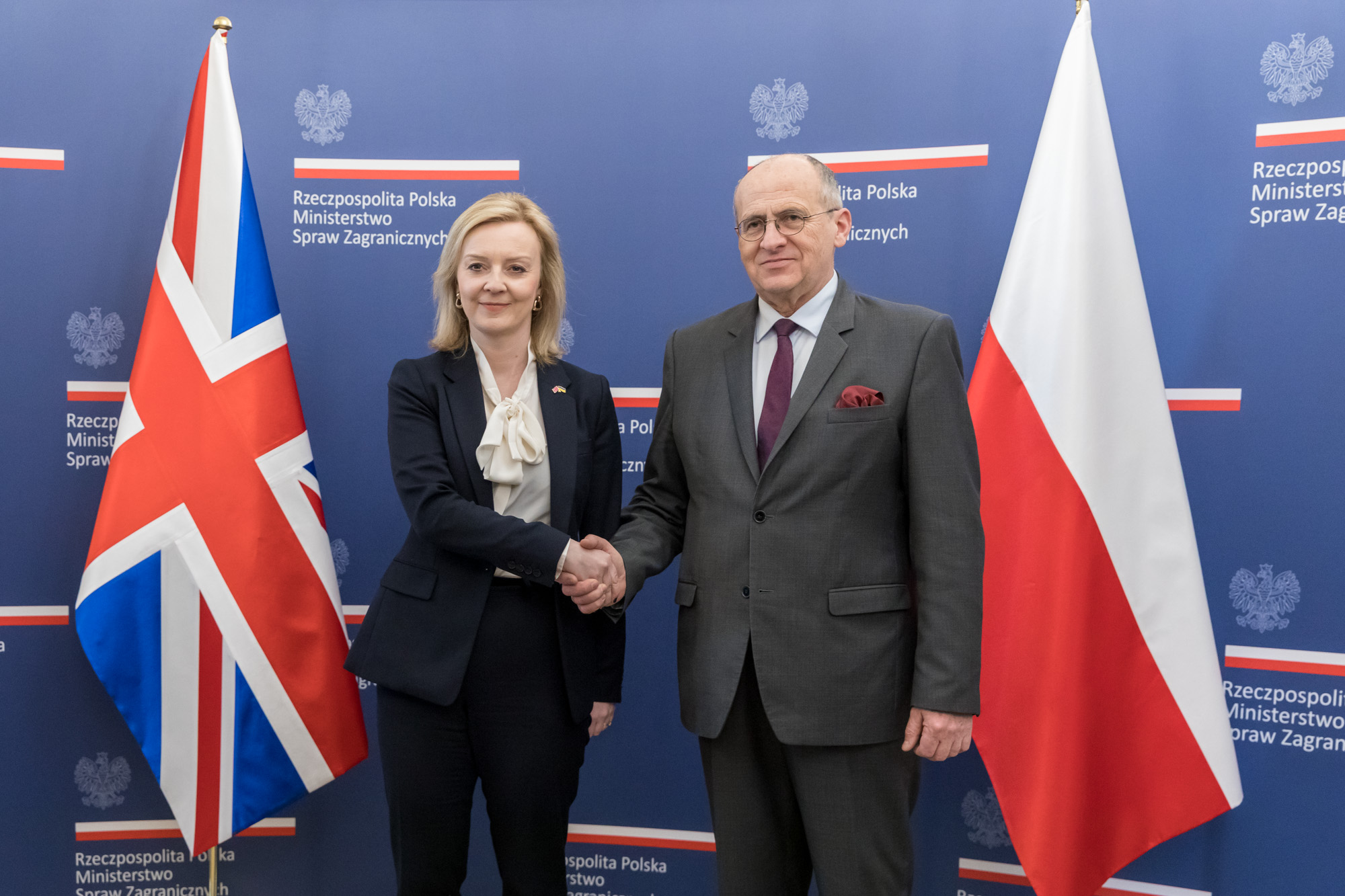
イギリスのリズ・トラス外相と（2022年4月5日）

2005年の国会議員選挙で当選し、上院議員となり、欧州評議会のポーランド代表を務めた。2007年の国会議員選挙には出馬せず、一旦政界を引退する。
その後2008年9月、ヴロツワフ市長らが立ち上げた市民運動「ポーランドXXI」のウッチ地区のリーダーとなった。
2015年12月8日、ウッチ県知事に就任。
2019年の国会議員選挙で当選し、12年ぶりに国政復帰を果たすと、外交委員会委員長に就任した。
2020年8月26日、マテウシュ・モラヴィエツキ首相により、外務大臣に任命された。2022年には議長国の外相として、欧州安全保障協力機構 (OSCE) の議長を務めた。
2023年の総選挙後、過半数を確保しないままアンジェイ・ドゥダ大統領がモラヴィエツキを首班とする新政権を発足させ、外務大臣にシモン・シンコフスキ・ヴェル・センクが任ぜられたためラウは退任した。